# Площадь Нельсона Манделы (Йоханнесбург)
Площадь Нельсона Манделы (Йоханнесбург) (англ. Nelson Mandela Square) — площадь находится в деловом районе Сэндтоне города Йоханнесбурга в Южно-Африканской республике. Она названа в честь политического деятеля, президента Южно-Африканской республики и борца с режимом апартеида Нельсона Манделы. Прежнее название: Площадь Сэндтон.

## История
Площадь Сэндтон была построена в 1994 году. 31 марта 2004 года на своё 10-летие совпавшее с 10-летием падением режима апартеида и установления демократии в ЮАР, она была официально переименована в Площадь Нельсона Манделы. 
На площади была открыта бронзовая статуя Манделы, она стала первым публичным памятником Манделе в ЮАР. Статуя была создана южно-африканскими скульпторами Кобусом Хаттинг и Джейкобом Maponyane. Строительство статуи началось в июле 2002 года, а завершена она была в феврале 2004 года. Статуя имеет высоту 6 метров при весе 2,5 тонны. 
Площадь величиной в 1000 м2 находится в самом респектабельном районе Йоханнесбурга. В офисных зданиях на этой площади работает около 10 000 компаний, в том числе инвестиционные банки страны, корпорации, а также Йоханнесбургская фондовая биржа. На площади построены сети магазинов, кафе и ресторанов, также на ней расположен самый большой торговый комплекс в Африке «Сандтон Сити». На площади находится библиотека. Около одного миллиона местных и иностранных туристов ежемесячно посещают эту площадь.

## Интересные факты
- Переименование площади вызвало бурное обсуждение в стране. Противники переименования ссылались на то, что площадь находится в богатом районе Йоханнесбурга в то время как Нельсон Мандела всегда выступал за права бедных.
- Фонд Нельсона Манделы установил урну для сбора пожертвований возле памятника, что позволило собрать в первые же дни более 50 000 Южноафриканских рэндов[1].